# Deutscher Dom
De Deutscher Dom is een oude Duitse protestantse kerk aan de zuidkant van de Gendarmenmarkt in Berlijn. Het door Martin Grünberg ontworpen gebouw met een vijfbladige vorm werd in 1708 gebouwd door Giovanni Simonetti. In 1785 werd een toren met koepel toegevoegd die lijkt op die van de Französischer Dom. De kerk ging in 1945 in vlammen op, maar werd in 1993 herbouwd, waarna het godshuis werd ingericht als tentoonstellingsruimte. Te bezoeken is nu 'Fragen an die Deutsche Geschichte' (Vragen aan de Duitse geschiedenis), die eerder in de Rijksdag was te zien.